# Вільгельм Кляйнманн
Вільгельм Отто Макс Кляйнманн (нім. Wilhelm Otto Max Kleinmann; 29 травня 1876, Вупперталь — 16 серпня 1945) — німецький залізничний чиновник, групенфюрер СА.

## Біографія
Здобув освіту в Вищих технічних школах Берліна і Ганновера. З 1900 року працював в державній будівельній організації. З 1904 року — урядовий будівельний майстер в Саарбрюккені, потім — у генеральній дирекції залізниць Ельзасу-Лотарингії. Учасник Першої світової війни. У 1918 році перебував у складі німецької місії в Москві і Петрограді. В середині 1919 році займав пост директора залізниць у Вільно (потім — в Ковно) при німецькому окупаційному командуванні. З квітня 1920 року — вищий урядовий радник, керівник будівельних робіт на залізницях у Катовицях. З середини 1922 року — керівник підприємств імперських залізниць в Оппельні. З 1923 року — керівник Вищої фабричної земельної ради Ессена, а потім Рура. З 1924 року — директор імперських залізниць. Співпрацював з нацистами. Після приходу нацистів до влади офіційно вступив в НСДАП. З травня 1933 року — керівник відділу залізниць в штабі заступника фюрера. З червня 1933 року — президент дирекції залізниць в Кельні. З липня — заступник генерального директора Німецьких залізниць. Член Академії німецького права, прусський державний радник і керівник групи транспорту в Управлінні чотирирічного плану. Наприкінці 1934 року був призначений статс-секретарем Імперського міністерства транспорту. У 1941 році звільнений у відставку. В 1945 році, імовірно, був заарештований радянськими військами і помер в таборі для інтернованих біля Познані.

## Нагороди
- Хрест «За вислугу років» (Пруссія)
- Орден Альберта (Саксонія), лицарський хрест 2-го класу з мечами
- Орден дому Саксен-Ернестіне, лицарський хрест 2-го класу з мечами
- Залізний хрест 2-го і 1-го класу
- Хрест «За військові заслуги» (Брауншвейг) 2-го класу
- Хрест «За військові заслуги» (Мекленбург-Шверін) 2-го класу
- Хрест «За військові заслуги» (Австро-Угорщина) 3-го класу з військовою відзнакою
- Орден «За військові заслуги» (Болгарія), лицарський хрест з короною і мечами
- Орден Михая Хороброго 3-го класу (Румунське королівство)
- Галліполійська зірка (Османська імперія)
- Нагрудний знак «За поранення» в чорному
- Сілезький Орел 2-го і 1-го ступеня
- Балтійський хрест
- Срібний знак учасника Імперського партійного з'їзду в Нюрнберзі 1933
- Почесний хрест ветерана війни з мечами
- Німецький Олімпійський знак 2-го класу
- Почесний знак «За турботу про німецький народ» 2-го ступеня
- Почесний знак Німецького народного офіцерського союзу
- Золотий партійний знак НСДАП (1938)
- Почесний знак «За вірну службу» 1-го ступеня (40 років)
- Почесна пов'язка СА
- Орден Святих Маврикія та Лазаря, великий офіцерський хрест (Королівство Італія)
- Орден Корони Італії, великий офіцерський хрест
- Орден Святого Савви, командорський хрест (Королівство Югославія)
- Орден Заслуг (Угорщина), командорський хрест із зіркою
- Орден Данеброг, командорський хрест 1-го класу (Данія)
- Хрест Воєнних заслуг 2-го і 1-го класу